# Conway Twitty
Pour les articles homonymes, voir Twitty.
Conway Twitty est un chanteur et guitariste américain né le 1er septembre 1933 à Friars Point (Mississippi) et mort le 5 juin 1993 à Springfield (Missouri).
S'étant fait connaître comme musicien de rock 'n' roll et de rockabilly au début de sa carrière, il se consacre essentiellement à la musique country à partir de la deuxième moitié des années 1960.

## Biographie

### Jeunesse et débuts
De son vrai nom Harold Lloyd Jenkins, il naît le 1er septembre 1933 à Friars Point, dans l'État du Mississippi. Fils d’un capitaine de bateau à roue, il est très tôt initié à la guitare et à la musique country par son père. Pendant son service militaire au Japon, il distrait les GI et fait partie du groupe des Cimmarons.
Libéré en 1956, il monte The Rock Housers, et influencé par le succès d’Elvis Presley, se rend chez Sam Phillips à Memphis où il enregistre plusieurs titres en compagnie de Jimmy Luke Pashnan (guitare), Bill Harris (basse) et Billy Weir (batterie).

### Carrière
Ne trouvant pas son nom assez « commercial », il le change pour celui de Conway Twitty en s’inspirant de deux localités de l’Arkansas et du Texas : Conway et Twitty (en). Il quitte au même moment le label Sun Records pour Mercury.
En mai 1957, il obtient plusieurs réussites dont Shake It Up, Maybe Baby et Golly Gosh Oh Gee, trois rocks très rythmés. En septembre 1958, il signe chez la Metro-Goldwyn-Mayer pour laquelle il tourne quelques films de série B comme Platinum High School (1960). Il devient no 1 avec une ballade slow-rock de sa composition, It’s Only Make Believe, qui atteint également la première place du hit-parade anglais au mois de novembre.
Promu vedette du rock 'n' roll, il enchaîne les succès avec notamment Hey Little Lucy, Mona Lisa et Danny Boy en 1959, Lonely Blue Boy, Is A Blue Bird Blue et Whole Lotta Shakin’ Goin On en 1960.
Adulé comme chanteur de rockabilly, Conway Twitty décide de se remettre en question en abandonnant le rock pour la musique country en 1961. Il lui faut trois années de travail acharné et une implantation médiatique à Nashville pour triompher enfin, grâce à The Image of Me (Decca), son premier single country à se classer no 1. Dans les années 1970, il forme un duo populaire avec Loretta Lynn, remportant de nombreux Academy of Country Music Awards.
Reçu à la Maison-Blanche par le président Jimmy Carter en 1978, Conway Twitty produit ses albums et ouvre un parc de loisirs à Hendersonville : Twitty City.
En 1990, Conway Twitty continue à thésauriser les disques d’or (nouveautés aussi bien que compilations).

### Mort
Dans la soirée du vendredi 4 juin 1993, alors qu'il rentre d'un show donné au Jim Stafford Theater de Branson (Missouri), le chanteur commence à se plaindre de maux d’estomac. Il préfère se reposer pendant que ses musiciens descendent se restaurer. Quand ceux-ci reviennent, ils le découvrent inconscient. Transporté d’urgence au service de réanimation du South Medical Center, il ne peut être réanimé malgré plusieurs opérations.
Victime d’une rupture d’anévrisme aortique abdominal, il est déclaré officiellement mort dans la matinée du samedi 5 juin 1993, à l'âge de 59 ans.

### Vie privée
Conway Twitty s'est marié à quatre reprises. Il épouse en 1953 Ellen Matthews, enceinte de son fils, Michael. Le couple divorce l'année suivante. Il se remarie en 1956 avec Temple « Mickey » Medley, avec laquelle il a trois enfants : Kathy, Joni Lee et Jimmy Twitty. Ils divorcent début 1970 mais se remarient à la fin de la même année avant de se séparer pour de bon en 1984. En 1987, il épouse enfin sa secrétaire, Delores Henry, qui lui survit.

### Postérité
Conway Twitty a figuré quarante fois no 1 dans les hit-parades américain et anglais, dans tous les genres de styles musicaux (country, rock'n'roll, ballades, etc.).
En 1960, son nom et sa rivalité avec Elvis inspirent le personnage principal de la comédie musicale Bye Bye Birdie de Michael Stewart (en), Lee Adams (en) et Charles Strouse, Conrad Birdie.
En 1998, Spectrum Music réunit l'essentiel de ses compositions et reprises dans un album intitulé The Rock'n'Roll Collection (554 150-2).
En 1999, il est introduit au Country Music Hall of Fame ainsi qu'au Rockabilly Hall of Fame et au Delta Music Museum Hall of Fame à titre posthume.

## Discographie

### Albums
- 1958 : Conway Twitty Sings
- 1959 : Saturday Night with Conway Twitty
- 1960 : Lonely Blue Boy
- 1961 : The Conway Twitty Touch
- 1961 : The Rock & Roll Story
- 1962 : Portrait of a Fool and Others
- 1964 : Hit the Road
- 1965 : Conway Twitty Sings
- 1965 : It's Only Make Believe
- 1966 : Look into My Teardrops
- 1968 : Here's Conway Twitty and His Lonely Blue Boys
- 1968 : Next in Line
- 1969 : Darling, You Know I Wouldn't Lie
- 1969 : I Love You More Today
- 1969 : You Can't Take Country Out of Conway
- 1970 : Hello Darlin'
- 1970 : To See My Angel Cry/That's When She Started To Stop Loving You
- 1971 : How Much More Can She Stand
- 1971 : I Wonder What She'll Think About Me Leaving
- 1971 : Lead Me On
- 1971 : We Only Make Believe
- 1972 : Conway Twitty Sings the Blues
- 1972 : Conway Twitty
- 1972 : I Can't See Me without You
- 1972 : Shake It Up
- 1973 : Clinging to a Saving Hand
- 1973 : I Can't Stop Loving You/(Lost Her Love) On Our Last Date
- 1973 : She Needs Someone to Hold Her
- 1973 : Steal Away
- 1973 : Who Will Pray for Me
- 1973 : You've Never Been This Far Before
- 1974 : Country Partners
- 1974 : Honky Tonk Angel
- 1974 : I'm Not Through Loving You Yet
- 1974 : Never Ending Song of Love
- 1975 : Feelins'
- 1975 : High Priest of Country Music
- 1975 : Linda on My Mind
- 1975 : Star Spangled Songs
- 1975 : This Time I've Hurt Her More
- 1976 : Now and Then
- 1976 : Twitty
- 1976 : United Talent
- 1977 : Dynamic Duo
- 1977 : I've Already Loved You in My Mind
- 1977 : Play, Guitar Play
- 1978 : Conway Twitty Country
- 1978 : Conway
- 1978 : Georgia Keeps Pulling On My Ring
- 1978 : Honky Tonk Heroes
- 1979 : Country Rock
- 1979 : Cross Winds
- 1980 : Diamond Duet
- 1980 : Heart & Soul
- 1980 : Rest Your Love on Me
- 1981 : Mr. T
- 1981 : Two's a Party
- 1982 : Dream Maker
- 1982 : Number Ones
- 1982 : Southern Comfort
- 1983 : Conway's #1 Classics, Vol. 2
- 1983 : Lost in the Feeling
- 1983 : Merry Twismas
- 1984 : By Heart
- 1984 : Conway Twitty & Loretta Lynn
- 1985 : Chasin' Rainbows
- 1985 : Don't Call Him a Cowboy
- 1986 : A Night with Conway Twitty
- 1986 : Fallin' for You for Years
- 1987 : Borderline
- 1988 : Making Believe
- 1988 : Still in Your Dreams
- 1989 : House on Old Lonesome Road
- 1990 : Crazy in Love
- 1991 : #1's, Vol. 2
- 1991 : #1's, Vol. 1
- 1991 : Even Now
- 1992 : Country Gospel Greats
- 1993 : Final Touches
- 1995 : Sings Songs of Love (posth.)
- 1996 : Crazy Dreams (posth.)
- 2002 : Road That I Walk (posth.)

## Filmographie
- 1960 : Les Jeunes Terreurs (Platinum High School) de Charles Haas
- 1960 : College Confidential d'Albert Zugsmith
- 1960 : Sex Kittens Go to College d'Albert Zugsmith

## Distinctions

### Récompenses
- Academy of Country Music Awards 1971 : Meilleur duo, partagé avec Loretta Lynn
- Grammy Awards 1971 : Meilleur duo ou groupe vocal de country pour After the Fire Is Gone, partagé avec Loretta Lynn

- Country Music Association Awards 1972 : Meilleur duo, partagé avec Loretta Lynn

- Country Music Association Awards 1973 : Meilleur duo, partagé avec Loretta Lynn

- Academy of Country Music Awards 1974 : Meilleur duo, partagé avec Loretta Lynn
- Country Music Association Awards 1974 : Meilleur duo, partagé avec Loretta Lynn

- Academy of Country Music Awards 1975 : 
  - Album de l'année pour Feelins', partagé avec Loretta Lynn
  - Meilleur chanteur
  - Meilleur duo, partagé avec Loretta Lynn
- Country Music Association Awards 1975 : Meilleur duo, partagé avec Loretta Lynn

- Academy of Country Music Awards 1976 : Meilleur duo, partagé avec Loretta Lynn

- Grammy Hall of Fame Awards 1999 pour Hello Darlin'

- Academy of Country Music Awards 2008 Pioneer Award